# Pere Galceran
Pere Galceran va ser un trobador català que va morir el segle xii. Possiblement membre de la família Pinós.
El trobador Guillem de Berguedà li va proposar un enigma amb una cobla, i Pere Galceran el va respondre amb una altra cobla després de desxifrar-lo però sense aclarir-lo. La resposta a l'enigma era: "En Gauseran, gardats cal es lo pes, amb total coneixement de causa però sense revelar-lo, Señer Guillem, lo pes que dit m’aves". Acadèmics han comentat que pes que suporta el trobador seria l'amor sensual, el llop és la dona i l'interlocutor, el Gauseran, podria ser un membre del llinatge Pinós, potser Pere Galceran de Pinós. Es basa en el joc de paraules lo pes i lop es (és a dir, "el pes" i "llop és").
Pere s'hauria casat amb Brunissenda de Cartellà el 1180 segons apunta Martí de Riquer. Es creu que el poeta català i aquesta Brunissenda van tenir alguna cosa a veure amb el roman de Jaufré.